# Gavró Lajos
Gavró Lajos (Borsa/Brassó, 1894. december 28. – Szovjetunió, 1938. május 23./1941. július 24.) magyar bányász, katona, komisszár és kommunista pártmunkás.

## Élete
Gyermekkorát Máramaroson töltötte, ahol bányászként kezdett dolgozni. 1912-ben belépett a Magyarországi Szociáldemokrata Pártba. Harcolt az első világháborúban, először a szerb fronton, majd az orosz frontra vezényelték, ahol 1916-ban hadifogságba került. Szaratovba, onnan Volszkba került, ahol belépett a bolsevik pártba, amelynek megbízására 1917-ben Asztrahánban nemzetközi lovasosztagot hozott létre, amellyel részt vett az oroszországi polgárháborúban. Ezt az osztagot 1 év múlva az I. Asztraháni Internacionalista Ezreddé alakítottak át. 1918 közepén lett a 3. nemzetközi zászlóalj parancsnoka, augusztusban az asztraháni felkelés leverésében vett részt. Az év végén az ún. Kaspi-Kaukázusi Front Asztraháni Külföldi Katonai Tanács tagja, majd elnöke lett. A Magyarországi Tanácsköztársaság létrejötte (1919. március 21.) után több internacionalista egységet hozott létre, amelyek feladata a szovjet hadsereg élén harcolva eljutni a magyar hadseregig.
1919 augusztusában több hónapon át harcolt Gyenyikin és Petljura csapatai ellen harcolt, az év végén pedig az 58. hadtest III. dandárjának politikai biztosa lett, s harcolt Kijevért. A következő évben Kijev környékén a lengyelek ellen harcoló 173. dandárnak lett parancsnoka, s júniusban sikeresen vezette ki egységét az intervenciósok gyűrűjéből. A kijevi harcokban tanúsított magatartása miatt kétszer is megkapta a Vörös Zászló Érdemrendet. 1924-ben a Kommunista Internacionálé megbízta külföldi pártmunkával, 1926-ban Kínába küldték diplomáciai szolgálatra, ahonnan 1927-ben tért vissza. Visszatérése után 1929-től 3 éven át továbbképzésen vett részt.
1931-ben az 50. lövészhadosztály politikai biztosa és parancsnoka lett. Ez a hadosztály képezte a munkás-paraszt hadsereg első motorizált egysége. 1933-tól 1935-ig a Mihail Frunze nevét viselő katonai akadémián tanult. Ezután Tuhacsevszkij marsall segítője lett. 1936-ban a Távol-Keletre vezényelték, ahol a helyi hadsereg 92. lövészhadosztályának, illetve a primorjei körzetnek parancsnokaként teljesített szolgálatot. 1937-ben letartóztatták, és a sztálini tisztogatások áldozata lett. 1957-ben rehabilitálták.
Egy időben Sarló és Kalapács szerkesztőbizottságának tagja és a Bajtársi Kör elnöke volt.